# 櫻島埠頭
櫻島埠頭株式会社（さくらじまふとう）は、大阪府大阪市此花区に本社を置く企業である。東京証券取引所スタンダード市場上場。

## 概要
大阪唯一の商業埠頭会社である。戦後の財閥解体により旧三井物産が解体されたことに伴い同社の埠頭施設一切を継承し設立された。
事業については、「ばら貨物セグメント」では、石炭・コークス・塩等の原材料ばら貨物の貨物の物流業務を一貫輸送している。「液体貨物セグメント」では、タンクと大型タンカーが接岸可能な岸壁を有し、石油化学品や石油燃料等の入庫から出庫までの中継業務を行っている。「物流倉庫セグメント」では、危険物の保管を行う化学品センター、営業用冷蔵倉庫、低温物流倉庫・食材加工施設を有する。また、「その他のセグメント」では、太陽光発電による売電事業を行っている。

## 沿革
- 1948年（昭和23年）2月 - 櫻島埠頭株式会社を設立（本社：大阪市北区中之島三井不動産ビル）。
- 1949年（昭和24年）5月 - 大阪証券取引所に株式上場。
- 1955年（昭和30年）1月 - 本社を現在地（大阪市此花区）に移転。
- 2014年（平成26年）1月 - 「浪花建設運輸株式会社」を完全子会社化。